# Karl von Urban
Barão Karl von Urban (Cracóvia, 31 de agosto de 1802 – Bruno, 1º de janeiro de 1877) foi um militar austríaco.
Após o início da sua carreira no corpo de cadetes, entrou no exército austríaco e foi nomeado oficial em 1848.
Conseguiu suprimir um levante dos sículos na Hungria, com 1 500 granadeiros contra 10 mil revolucionários, a 18 de novembro de 1848. Depois desse episódio, distinguiu-se muitas vezes no interior da Hungria até ser promovido ao posto de Major-General em 1850 e, depois de obter o título de Barão em 1851, em 1857 foi promovido a Marechal de Campo.
Ainda frequentando o campo de batalha, na Segunda Guerra de Independência Italiana de 1859, lutou contra Giuseppe Garibaldi, nas batalhas de San Fermo e Varese e na liberação de Como. Até  tomar parte na batalha de Magenta, onde os austríacos foram derrotados. Após a Batalha de Solferino, assumiu o comando supremo  sobre Verona. Retirou-se da carreira militar em 1865.